# メダロット ガールズミッション
『メダロット ガールズミッション』は、日本でロケットカンパニーから2016年3月10日に発売されたアクションゲーム。『カブトバージョン』と『クワガタバージョン』の同時発売。メダロットシリーズのスピンオフ作品。
4つのパーツと頭脳の働きを持つ物質「メダル」からなるロボット「メダロット」を戦わせる競技「ロボトル」が行われている世界を舞台とし、メダロットの使用者である「メダロッター」の少女たちがメダロットの大会「アルテミス・カップ」での優勝を目指す内容となっている。戦闘システムは2対2のアクションゲームであり、1体をプレイヤー、もう1体をNPCが操作する。
対象年齢はシリーズで最も高く、これまでとは気色の異なるタイトルとなっている。これには休眠していたメダロットシリーズの復活を、旧来のユーザーに知らせるという意図も込められている。

## ゲーム内容
本作品は、会話パートとロボトルパートが交互に繰り返されて進む。
ロボトルは2対2のチーム戦であり、先に相手2体の頭パーツを破壊したチームの勝利となる。共に戦う仲間は「バディ」と言い、共闘を繰り返すことでバディとの「友好度」が上がり、バディのメダロットの能力が上昇していく。
ゲーム中では「オーガマキシム」と「メダフォース」という機能が使用できる。オーガマキシムは使用後に一定時間動けなくなるが能力が向上し、メダフォースは威力の大きい攻撃を発動する。メダフォースは発動ボタンを押し続けることで特殊な演出に変化し、さらに相手を機能停止させた場合相手メダロッターの服が破れるという演出が挿入される。

## 設定
ロボトル世界大会において、当時最年少の女子高生のメダロットが鬼神の如き強さを発揮した「オーガ現象」が観測されてから10年。メダロット開発を行うMR社が、オーガ現象の根源である生体エネルギー「シャルム」と、オーガ現象を人為的に引き起こすシステム「OGRES（オーガス）」を採用したロボトル大会「アルテミス・カップ」の開催を発表する。参加者はシャルムの保有量が多い女子高生のペアに限定され、大会の人気は世界中へと広まった。

## 登場キャラクター
女鷹農業高校
豊穣 みのり（ほうじょう みのり）声 - 木戸衣吹
『カブトバージョン』の主人公。身長:156cm
谷川 みずほ（たにがわ みずほ）声 - 小笠原早紀
使用メダロットはポンポンメイツ。身長:168cm

帝凰高校
海堂 めぐみ（かいどう めぐみ）声 - 洲崎綾
『クワガタバージョン』の主人公。身長:162cm
麻生 とき（あそう とき）声 - 千葉泉
使用メダロットはロールビューティ。身長:151cm

県立アラカワ女子高校
七星 つばさ（ななほし つばさ）声 - 佐倉綾音
使用メダロットはペッパーキャット。身長:158cm
鶴来 一子（つるぎ いちこ）声 - ブリドカットセーラ恵美
使用メダロットはブルースドッグ。身長:168cm

ナニワMR塾
坂田 リコ（さかた リコ）声 - 藤井美波
使用メダロットはマッドジャグラー。身長:172cm
後藤 さくら（ごとう さくら）声 - 青木志貴
使用メダロットはカネハチまーく2。身長:148cm

撫子体育大付属高校
白鳥 翔子（しらとり しょうこ）声 - 浅川悠
使用メダロットはダイチャンコ。身長:185cm
錦乃 こい（にしきの こい）声 - 白石真梨
使用メダロットはゴクード。身長:152cm

フジヨシ情報処理高校
†漆黒の闇†（しっこくのやみ）声 - 中村繪里子
使用メダロットはミネルーヴァー。身長:164cm
鳴子 あすみ（なるこ あすみ）声 - 阿澄佳奈
使用メダロットはニンニンジャ。身長:155cm

セレクト防衛大付属高校
国城 さゆり（くにしろ さゆり）声 - 北川里奈
使用メダロットはシミタートゥース。身長:166cm
滋野 清美（しげの きよみ）声 - 五十嵐裕美
使用メダロットはトップガンナー。身長:158cm

ツクバMR高専
六角 ケイ（むすみ ケイ）声 - 東山奈央
使用メダロットはシュタインベルガ。身長:160cm
保良木 ユリ（やすらぎ ユリ）声 - 五味紗也香
使用メダロットはブリュンヒルデ。身長:165cm

平安京女学院
土御門 ありす（つちみかど ありす）声 - 加隈亜衣
使用メダロットはアラクノスパイダ。身長:150cm
源 静（みなもと しずか）声 - Lynn
使用メダロットはサムライ。身長:174cm

聖アダムス女学園
ラウラ・バートリ声 - 藤村歩
使用メダロットはウィップワールド。身長:180cm
涼風 蘭（すずかぜ らん）声 - 小林ゆう
使用メダロットはバルブブルー。身長:178cm

## 開発と発売
今までのシリーズ作品とは毛色の異なる本作品が制作された理由として、メダロットデザイナーのほるまりんは、本シリーズは長い休眠期間があったことからシリーズ再起動を知らない人が多いため、毛色の異なる本作品が話題となって再起動を知って貰えるように制作されたと語っている。
『週刊ファミ通』2016年1月21日増刊号で発売を発表。この時点で開発状況は90%となっている。
2016年2月24日からはクワガタバージョン体験版が配信を開始し、『メダロット9』との購入キャンペーンも発表された。

## 評価
『週刊ファミ通』のクロスレビューでは、40点満点中29点 (7,7,8,7) を得た。やりこみ要素やカスタマイズ性が評価されているが、ロードの多さ・長さが不満点として挙げられている。

## ラジオ
2016年1月10日から4月3日まで「超!A&G+」で、豊穣みのり役の木戸衣吹と海堂めぐみ役の洲崎綾（第1回のみ不在で、白鳥翔子役の浅川悠が代わりに出演）がパーソナリティーを務めるラジオ『メダロット ガールズミッション ラジオハイスクール』が放送された。

## 漫画
Zトンの作画で、漫画雑誌『電撃マオウ』2016年4月号にクワガタバージョンの漫画版、5月号にカブトバージョンの漫画版が掲載された。

## 書籍
2016年6月に、資料集『メダロット 9 x ガールズミッション　オフィシャルデザインアーカイブス++』が発売。『メダロット9』と本作品のイラストや設定を掲載しているほか、漫画版『ガールズミッション』がフルカラーで収録され、ラジオの特別編を収録したディスクが付属する。